# Pender County
Pender County är ett administrativt område i delstaten North Carolina, USA, med 52 217 invånare. Den administrativa huvudorten (county seat) är Burgaw. 

## Geografi
Enligt United States Census Bureau har countyt en total area på 2 416 km². 2 255 km² av den arean är land och 161 km² är vatten. 

### Angränsande countyn
- Duplin County - norr
- Onslow County - nordost
- New Hanover County - söder
- Brunswick County - syd-sydväst
- Columbus County - sydväst
- Bladen County - väster
- Sampson County - nordväst